# Савунга (Аляска)
Савунга (англ. Savoonga) — місто (англ. city) в США, в окрузі Ноум штату Аляска. Населення — 835 осіб (2020).

## Географія
Розташоване на північному березі острова Святого Лаврентія, за 63 км на південний схід від Гамбела.
Савунга розташована за координатами 63°40′51″ пн. ш. 170°28′58″ зх. д. / 63.68083° пн. ш. 170.48278° зх. д. (63.680766, -170.482782).  За даними Бюро перепису населення США в 2010 році місто мало площу 15,79 км², уся площа — суходіл.

### Клімат
| Клімат : Савунга        | Клімат : Савунга | Клімат : Савунга | Клімат : Савунга | Клімат : Савунга | Клімат : Савунга | Клімат : Савунга | Клімат : Савунга | Клімат : Савунга | Клімат : Савунга | Клімат : Савунга | Клімат : Савунга | Клімат : Савунга | Клімат : Савунга |
| Показник                | Січ.             | Лют.             | Бер.             | Квіт.            | Трав.            | Черв.            | Лип.             | Серп.            | Вер.             | Жовт.            | Лист.            | Груд.            | Рік              |
| Абсолютний максимум, °C | 8,9              | 6,1              | 8,9              | 6,7              | 11,7             | 17,2             | 20,0             | 18,9             | 13,9             | 10,0             | 5,6              | 7,2              | 20,0             |
| Середній максимум, °C   | −9,4             | −13,1            | −9,4             | −5               | 1,8              | 7,0              | 11,0             | 10,3             | 6,9              | 1,3              | −2,7             | −10,8            | −0,9             |
| Середня температура, °C | −12,4            | −16,3            | −13,1            | −8,6             | −0,1             | 4,3              | 8,3              | 8,3              | 5,2              | −0,3             | −4,6             | −13,2            | −3,5             |
| Середній мінімум, °C    | −15,5            | −19,6            | −16,8            | −12,2            | −3,1             | 1,6              | 5,6              | 6,3              | 3,4              | −1,9             | −6,5             | −15,6            | −6,1             |
| Абсолютний мінімум, °C  | −32,8            | −37,8            | −35,6            | −26,7            | −20              | −3,9             | 0,0              | 0,0              | −4,4             | −16,1            | −22,8            | −32,2            | −37,8            |
| Норма опадів, мм        | 26               | 22               | 27               | 21               | 15               | 14               | 30               | 80               | 75               | 74               | 40               | 15               | 439              |
| ----------------------- | ---------------- | ---------------- | ---------------- | ---------------- | ---------------- | ---------------- | ---------------- | ---------------- | ---------------- | ---------------- | ---------------- | ---------------- | ---------------- |
| Джерело: WRCC           |                  |                  |                  |                  |                  |                  |                  |                  |                  |                  |                  |                  |                  |

## Демографія

### Перепис 2010
Згідно з переписом 2010 року, у місті мешкала 671 особа в 166 домогосподарствах у складі 134 родин. Густота населення становила 43 особи/км².  Було 185 помешкань (12/км²).
Расовий склад населення:
| - 94,5 % — корінних американців - 4,9 % — білих - 0,1 % — азіатів |

До двох чи більше рас належало 0,4 %. Частка іспаномовних становила 0,0 % від усіх жителів.
За віковим діапазоном населення розподілялося таким чином: 32,5 % — особи молодші 18 років, 59,3 % — особи у віці 18—64 років, 8,2 % — особи у віці 65 років та старші. Медіана віку мешканця становила 26,6 року. На 100 осіб жіночої статі у місті припадало 107,1 чоловіків;  на 100 жінок у віці від 18 років та старших — 104,1 чоловіків також старших 18 років.
Середній дохід на одне домашнє господарство  становив 39 832 долари США (медіана — 33 661), а середній дохід на одну сім'ю — 37 720 доларів (медіана — 33 750). Медіана доходів становила 38 750 доларів для чоловіків та 37 188 доларів для жінок. За межею бідності перебувало 48,4 % осіб, у тому числі 52,6 % дітей у віці до 18 років та 40,0 % осіб у віці 65 років та старших.
Цивільне працевлаштоване населення становило 213 осіб. Основні галузі зайнятості: освіта, охорона здоров'я та соціальна допомога — 43,2 %, публічна адміністрація — 17,4 %, роздрібна торгівля — 9,9 %, мистецтво, розваги та відпочинок — 6,6 %.

### Перепис 2000
За даними перепису 2000 року населення міста становило 643 особи. Расовий склад: корінні американці — 95,33 %; білі — 4,35 %; азіати — 0,16 %; представники інших рас — 0,16 %. Частка осіб у віці молодше 18 років — 36,1 %; осіб старше 65 років — 5,6 %. Середній вік населення — 26 років. На кожні 100 жінок припадає 101,6 чоловіків; на кожні 100 жінок у віці старше 18 років — 115,2 чоловіків.
З 145 домашніх господарств в 55,2 % — виховували дітей віком до 18 років, 49,7 % представляли собою подружні пари, яки спільно проживають, 15,9 % — жінки без чоловіків, 21,4 % не мали родини. 16,6 % від загальної кількості господарств на момент перепису жили самостійно, при цьому 0,7 % склали самотні літні люди у віці 65 років та старше. В середньому домашнє господарство ведуть 4.43 людини, а середній розмір родини — 5,22 осіб.
Середній дохід на спільне господарство — $23 438; середній дохід на сім'ю — $27 917.
Велика частина населення міста говорить на юїтскій мові.

## Економіка та транспорт
Економіка Савунги заснована на натуральному господарстві: полюванні на моржів та інших ластоногих, рибалці тощо. Місто обслуговується аеропортом Савунга, приймаючим регулярні рейси з Нома.